# Sharkey Bonano
Sharkey Bonano (Milneburg, Louisiana, 1904. április 9. – New Orleans, Louisiana, 1972. március 27.) amerikai olasz (szicíliai) zenekarvezető, zenész és karmester.

## Pályakép

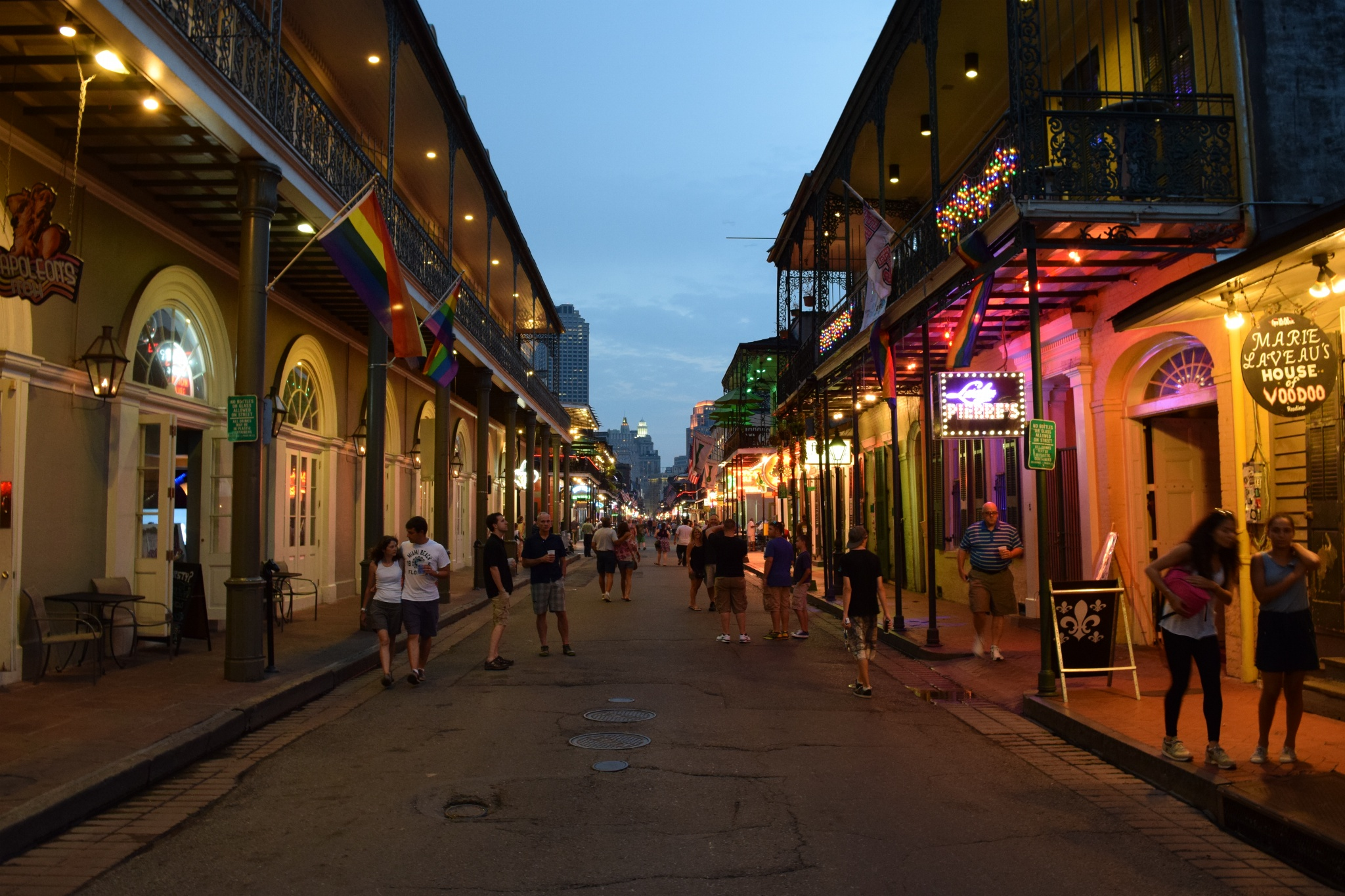
Bourbon Street, New Orleans, francia negyed

Bonano New Orleans Milneburg negyedében született a Pontchartrain-tó közelében. Az 1920-as években Freddie Newman és Chink Martin New Orleans-i zenekarában volt. Miután New Yorkba költözött, a Wolverines tagjaként és Jimmy Durante-nál talált munkát. Aztán Frankie Trumbauer és Bix Beiderbecke mellett dolgozott a Jean Goldkette zenekar tagjaként.
Az 1920-as évek végén egy zenekart vezetett, amelyben Louis Prima is énekelt. Az 1930-as években megalakította a Sharks of Rhythmet. Az Original Dixieland Jass Bandben is játszott.
A második világháború után bejárta Európát, Ázsiát és Dél-Amerikát. Játszott  Chicagóban és New Yorkban, majd állandó szereplője volt a New Orleans-i francia negyedben található Bourbon Streetnek.
Bonano 1972. március 27-én halt meg, 67 évesen.

## Diszkográfia
- Sharkey's Southern Comfort (1950)
- Kings of Dixieland (1950)
- A Night in Old New Orleans (950)
- Sharkey Bonano (1951)
- Sounds of New Orleans, Vol. 4: Live at the Perez Club (1952)
- Midnight on Bourbon Street (1952
- Sharkey Bonano (1954)
- Recorded in New Orleans, Vol. 1 (1956)
- Sharkey Bonano w/ Santo Pecora and George Girard (1956)
- In a New Orleans Jam Session (1958)
- Dixieland at the Roundtable (1960)
- Sharkey Bonano at the Municipal Auditorium 1949 (2010)
- Sharkey Bonano and His Sharks of Rhythm (Jazz Classics)
- Sharkey & His Kings of Dixieland (1995)